# Kościół Podwyższenia Krzyża Świętego w Rudawie
Kościół Podwyższenia Krzyża Świętego w Rudawie – zabytkowy kościół we wsi Rudawa (Poniatów).
Kościół filialny i cmentarny parafii w Długopolu Górnym z XVIII w., przebudowany w XIX w. Przy kościele cmentarz z XVI w.